# Karl Koldewey

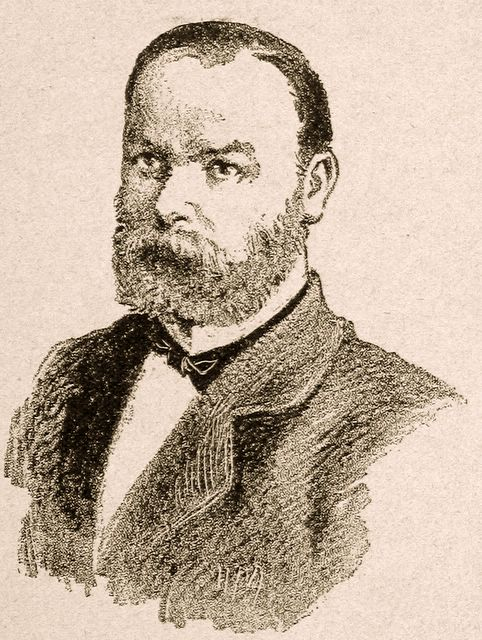
Karl Koldewey (1868)

Karl Christian Koldewey (ur. 26 października 1837 r. w miejscowości Bücken koło miasta Hoya w Dolnej Saksonii – zm. 17 maja 1908 r. w Hamburgu) – niemiecki żeglarz, kapitan marynarki, podróżnik i badacz polarny.
Po ukończeniu gimnazjum zaciągnął się jako junga na statek. W wieku 22 lat wstąpił do renomowanej szkoły morskiej w Bremie, gdzie z przerwą na praktykę morską uzyskał stopień kapitana żeglugi morskiej. W latach 1866–1867 studiował matematykę, fizykę i astronomię na uniwersytetach w Hanowerze i Getyndze.
Od maja do października 1868 r. jako kapitan niewielkiego statku żaglowego „Grönland” był dowódcą, podjętej z inicjatywy wybitnego niemieckiego geografa i kartografa Augusta Petermanna, pierwszej niemieckiej wyprawy arktycznej. Wyprawa ta dotarła do wschodnich wybrzeży Grenlandii, a następnie do Cieśniny Hinlopen, między Spitsbergenem a Ziemią Północno-Wschodnią w archipelagu Svalbard, osiągając 81°5' szerokości północnej.
W latach 1869–1870 jako kapitan parowca “Germania” był dowódcą drugiej niemieckiej wyprawy arktycznej na Grenlandię i morza północne, która zimowała na Wyspie Sabine’a. Szczytowym osiągnięciem ekspedycji było odkrycie i zbadanie Fiordu Cesarza Franciszka Józefa na wschodnim wybrzeżu Grenlandii.
Imię Carla Koldeweya otrzymała niemiecka stacja badawcza (Koldewey-Station), 
założona w 1991 r. przez Instytut Badań Polarnych i Morskich Alfreda Wegenera z Bremerhaven w Ny-Ålesund na zachodnim wybrzeżu Spitsbergenu.